# Passalora manihotis
Passalora manihotis är en svampart som först beskrevs av F. Stevens & Solheim, och fick sitt nu gällande namn av U. Braun & Crous 2003. Passalora manihotis ingår i släktet Passalora och familjen Mycosphaerellaceae.   Inga underarter finns listade i Catalogue of Life.